# GOSUB
GOSUB o GO SUB es un comando que usan muchas versiones de lenguajes de programación BASIC. GOSUB es un salto a una subrutina donde se ejecutan varias sentencias de código. La subrutina está señalada por una etiqueta como punto de entrada y finaliza al encontrar la primera sentencia RETURN, devolviendo el control a la instrucción que sigue a la que invocó la subrutina.
En algunas versiones de BASIC, GOSUB acepta parámetros de llamada, pero no es lo frecuente.
La utilidad del comando GOSUB es que permite ejecutar el mismo código en diferentes momentos (a diferencia de los bucles, que lo hacen de forma seguida), evitando con ello duplicar código. También permite separar las funciones específicas del programa por un lado, y por otro el control de la ejecución del programa, quedando esta parte más escueta y legible.

## Modo de invocación
GOSUB siempre hace referencia a una etiqueta que debe existir. La etiqueta, a su vez, es una constante cuyo contenido aloja una dirección de memoria que es relativa respecto de la ubicación del programa.
```
GOSUB Etiqueta
```

```
IF X = 5 THEN GOSUB Etiqueta
```

### Código de ejemplo con una llamada
En el ejemplo se usa un bucle para recorrer los grados de un círculo; dentro del bucle se utiliza una llamada mediante GOSUB, para calcular los radianes y presentar el resultado. En este ejemplo, todo el código contenido en la subrutina podría estar dentro del bucle y eliminar la subrutina, pero puede entenderse la utilidad de la subrutina si se necesita calcular en cualquier momento los radianes.
```
  
CONST
 
PI
=
 
3.141592

  
Dim
 
Radianes
 
AS
 
SINGLE

  
DIM
 
k
 
AS
 
INTEGER

     
For
 
k
 
=
 
0
 
to
 
359

        
GOSUB
 
CalculaRadian

     
NEXT

     
END

  
CalculaRadian
:

     
Radianes
 
=
 
k
 
/
 
(
180
/
PI
)

     
PRINT
 
k
 
&
 
" grados de ángulo son: "
 
&
 
Radianes

  
RETURN

```

## Detalles
GOSUB realiza la misma tarea que puede realizar un método pero estando la misma dentro de un método. Es decir: es como una función dentro de otra función. Normalmente se utiliza cuando sólo una función o método requiere los servicios de la subrutina; parte del código se ejecuta varias veces, pero no de una forma seguida. Si desde varias partes del código del programa se requiere la ejecución de la subrutina, entonces dicho código debe ser un método común.
Se señalan algunos detalles a continuación:
- Cuando se ejecuta GOSUB, se guarda en la pila la dirección de la instrucción que realiza la llamada + 1.
- Cuando se alcanza la sentencia RETURN salta a la última posición que se localiza en la pila.
- Las líneas de código de la llamada y las de la subrutina donde se localiza la etiqueta pueden estar en cualquier parte del código.
- En una subrutina invocada por GOSUB puede haber tantas sentencias RETURN como se requiera y del mismo modo la subrutina puede contener tantas etiquetas como se requiera.
- En una subrutina llamada por GOSUB, que contiene varias etiquetas, cada una de ellas puede comportarse como una subrutina, en las que todas pueden estar controladas por un mismo y único retorno y/o por otro particular.

Se ilustra este caso con un ejemplo. Obsérvese cómo todas las etiquetas están directamente retornadas con el retorno que aparece después de la etiqueta Domingo. Obsérvese también cómo la etiqueta Miércoles (y las anteriores) están controladas además por el RETURN dentro de la etiqueta Miércoles.
```
Ejemplo
 
de
 
varias
 
etiquetas

  
GOSUB
 
Lunes

  
END

   
Lunes
:

      
' instrucciones

   
Martes
:

      
' instrucciones

   
Miércoles
:

      
IF
 
X
 
=
 
5
 
THEN

           
GOSUB
 
Viernes

      
ELSE

           
RETURN

      
END
 
IF

   
Jueves
:

      
' instruccciones

   
Viernes
:

      
' instruccciones

   
Sábado
:

      
' instruccciones

   
Domingo
:

      
' instruccciones

   
RETURN

```

## Implementación
GOSUB puede ser implementado fácilmente con funciones de salto.
En pseudocodigo.
```
    
Guardar Puntero + 1
 actual en la pila
    
Saltar a
 la dirección que indica 
Etiqueta

    
Instrucción, punto de Retorno
 donde regresa después de ejecutarse la subrutina.
```

```
    
Etiqueta
 posición donde se localiza, la subrutina
      ... instrucciones a ejecutarse
    
Saltar a
 la última dirección de la pila
```